# The Creator (soundtrack)
The Creator is de originele soundtrack van de gelijknamige film uit 2023, geregisseerd door Gareth Edwards. Het album werd gecomponeerd door Hans Zimmer en uitgebracht op 29 september 2023 door Hollywood Records.

## Achtergrond
Het album bevat 12 tracks uit de partituur van Zimmer. De filmmuziek werd uitgevoerd een orkest onder leiding van Gavin Greenaway en het koor London Voices onder leiding van Ben Parry. De opnames vonden plaats in de Air Studios in Londen en afgemixt bij Remote Control Productions in Los Angeles. Additionele muziek werd gecomponeerd door Steve Mazzaro. Een dag voor het uitbrengen, 28 september 2023 werden vier samples van het album vrijgegeven door Collider.

## Tracklijst
Alle muziek is geschreven door Hans Zimmer.

| Nr. | Titel              | Duur |
| --- | ------------------ | ---- |
| 1.  | They're Not People | 2:19 |
| 2.  | A Place in the Sky | 2:25 |
| 3.  | Where It All Began | 4:11 |
| 4.  | Surrounded         | 2:34 |
| 5.  | She's Not Real     | 2:13 |
| 6.  | Standby            | 6:12 |
| 7.  | Missile Launch     | 3:01 |
| 8.  | Prayer             | 2:47 |
| 9.  | The Wounded        | 3:08 |
| 10. | Lab Raid           | 4:31 |
| 11. | Heaven             | 6:57 |
| 12. | True Love          | 3:30 |

## Personeel
- Pedro Eustache – Houtblazers
- Tina Guo – Cello
- Aleksandra Šuklar – Percussie
- Hans Zimmer – Synth-programmering

## Overige muziek uit de film
Muziek uit de film die niet op de officiële soundtrack staan zijn:
| Nummer                              | Artiest(en)                  |
| ----------------------------------- | ---------------------------- |
| Fly Me to the Moon (In Other Words) | Astrud Gilberto              |
| Evergood                            | Berl Olswanger               |
| Pan de Azucar                       | Nora Orlandi & Franco Tonani |
| Clair de Lune                       | Eric Hachikian               |
| Len's Sinker                        | The Rondels                  |
| Everything In Its Right Place       | Radiohead                    |
| Into the Wind                       | Eric Hachikian               |
| Child in Time                       | Deep Purple                  |
| Who Shot The Cannon                 | Sherwin Linton               |
| Flight of the Rat                   | Deep Purple                  |
| Love Is Shining                     | Aeryth                       |
| La-La in the Machine                | Stephanie Olmanni            |
| Counting Song                       | Stephanie Olmanni            |
| Nainainai                           | Atarashii Gakko!             |
| Hold Your Head Up                   | The Bats                     |
| Kasih Suci                          | Golden Wing                  |
| Hanny                               | Golden Wing                  |
| Love I Need You                     | Dale McBride                 |
| Hari Yang Mulya                     | Golden Wing                  |
| Lover's Lane                        | Boris Gardiner               |